# Carazo
Pour les articles homonymes, voir Carazo (homonymie).
Carazo est une commune d'Espagne dans la communauté autonome de Castille-et-León, province de Burgos. Elle s'étend sur 24,03 km2 et comptait environ 46 habitants en 2011.